# 2018 год в киберспорте

## Турниры
Ниже приведён список международных турниров, прошедших в 2018 году, ход и результаты которых удостоились освещения со стороны профессиональных сайтов и изданий.

### Counter-Strike: Global Offensive

#### Январь
- 12 — 28 Января — ELEAGUE Major: Boston 2018 (США, Атланта, Бостон). Чемпионы —  Cloud9.

#### Февраль
- 27 февраля — 3 марта — Intel Extreme Masters XII - World Championship (Польша, Катовице). Чемпионы —  Fnatic.

#### Апрель
- 18 — 22 апреля — DreamHack Masters Marseille 2018 (Франция, Марсель). Чемпионы —  Astralis.

#### Май
- 1 — 6 мая — Intel Extreme Masters Season XIII - Sydney (Австралия, Сидней). Чемпионы —  FaZe Clan.
- 15 — 20 мая — ESL Pro League Season 7 - Finals (США, Даллас). Чемпионы —  Astralis.

#### Июнь
- 13 — 17 июня — ESL One: Belo Horizonte 2018 (Бразилия, Белу-Оризонти). Чемпионы —  FaZe Clan.

#### Июль
- 3 — 8 июля — ESL One: Cologne 2018 (Германия, Кёльн). Чемпионы —  Natus Vincere.

#### Август
- 29 августа — 2 сентября — DreamHack Masters Stockholm 2018 (Швеция, Стокгольм). Чемпионы —  North.

#### Сентябрь
- 5 — 23 сентября — FACEIT Major London: 2018 (Великобритания, Лондон). Чемпионы —  Astralis.
- 26 — 30 сентября — ESL One: New York 2018 (США, Нью-Йорк). Чемпионы —  mousesports.
- 28 — 29 сентября — BLAST Pro Series: Istanbul 2018 (Турция, Станбул). Чемпионы —  Astralis.

#### Октябрь
- 23 — 28 октября — EPICENTER 2018 (Россия, Москва). Чемпионы —  FaZe Clan.

#### Ноябрь
- 2 — 3 ноября — BLAST Pro Series: Copenhagen 2018 (Дания, Копенгаген). Чемпионы —  Natus Vincere.
- 6 — 11 ноября — Intel Extreme Masters XIII - Chicago (США, Чикаго). Чемпионы —  Astralis.

#### Декабрь
- 4 — 9 декабря — ESL Pro League Season 8: Finals (Дания, Оденсе). Чемпионы —  Astralis.
- 14 — 15 декабря — BLAST Pro Series: Lisbon 2018 (Португалия, Лиссабон). Чемпионы —  Astralis.

### Dota 2

#### Август
- 20—25 августа — Valve: The International 2018 (Канада, Ванкувер). Чемпионы —  OG.

#### Октябрь
- 29 октября—4 ноября • Dota 2 — Valve: DreamLeague Season 10 (Швеция, Стокгольм). Чемпионы —  Tigers.

#### Ноябрь
- 29 октября—4 ноября • Dota 2 — Valve: DreamLeague Season 10 (Швеция, Стокгольм). Чемпионы —  Tigers.
- 9—18 ноября • Dota 2 — Valve: The Kuala Lumpur Major (Малайзия, Куала-Лумпур). Чемпионы —  Virtus.pro.

### League of Legends
- Mid-Season Invitational 2018
- Чемпионат мира по League of Legends 2018

### StarCraft II
- Blizzard Entertainment: 2018